# Pilotfilm
Ein Pilotfilm, kurz auch als Pilot bezeichnet, ist ein Film, der zur Einführung einer Fernsehserie konzipiert wurde. Er dient dazu, in die Geschichte oder Vorgeschichte der Serie einzuführen, die Hauptpersonen vorzustellen und den Zuschauern die weiteren Folgen der Serie schmackhaft zu machen.

## Wortherkunft
Die Herkunft des Wortes beruht auf einer Übersetzung des englischen television pilot, wobei pilot Lotse bedeutet; im Deutschen jedoch ist ein Pilot in der Regel die Bezeichnung eines Flugzeugführers. Eine sinnvollere Übersetzung ins Deutsche erhält man z. B. mit den Worten Testfilm bzw. Versuchssendung. Ausgehend vom englischen Wort pilot für Lotse ist folglich ein richtungsweisender (Fernseh-)Film gemeint.

## Pilotfilme als „Testballons“
Vor allem in den USA dient der Pilotfilm in der Regel auch der Beurteilung, wie Öffentlichkeit, Rezensenten, Publikum und potentielle Werbekunden auf die Schauspieler und das Konzept der Serie reagieren. Mitunter werden Pilotfilme auch nicht ausgestrahlt, sondern – teils als Kurzfassung, die einen Eindruck von Handlung und Aussehen der Serie vermitteln soll – nur einem Testpublikum gezeigt oder werden von einer Produktionsfirma hergestellt, um ein Serienkonzept an einen Fernsehsender zu verkaufen. Häufig ändert sich anhand der Auswertung der Beurteilung durch das Testpublikum oder den Sender zwischen Pilotfilm und Serienstart noch einmal die Besetzung, Teile der Handlung oder des ganzen Serienkonzepts. Mitunter gibt es dann keinen oder einen veränderten Serienstart, bei dem die ursprünglichen Pilotfilme nicht verwendet werden. Wenn ein Serienkonzept nicht verkauft wird, kann ein Pilotfilm auch nie oder nur in veränderter Form zur Ausstrahlung kommen.

## Pilotsendung
Auch im Non-Fiction-Bereich produzieren Fernsehsender oft zunächst eine Pilotsendung, bevor eine ganze Staffel in Auftrag gegeben wird. Ausschlaggebend ist dann die Quote, die die Sendungen erzielen. Ist diese zufriedenstellend, bestellt der Sender weitere Folgen. Falls nicht, gibt es in der Regel keine Fortsetzung.

## Beispiele für nicht verwendete Pilotfilme
- Für Raumschiff Enterprise wurde 1964 der Pilotfilm Der Käfig (The Cage) gedreht, der zunächst vom Studio verworfen und erst über zwanzig Jahre nach seiner Produktion veröffentlicht wurde. Die Serie startete dann mit veränderter Besetzung. Ausschnitte des ersten Pilotfilmes wurden später in die Doppelfolge Talos IV – Tabu integriert.
- Der Regisseur Alexander Singer inszenierte 1981 einen ersten Pilotfilm für die Serie Falcon Crest mit dem Titel The Vintage Years, der nicht für die Serie verwendet und bis heute nicht ausgestrahlt wurde.[3][4]
- Der Pilotfilm der Serie Buffy – Im Bann der Dämonen wurde nur als Promotion für interessierte Sender gedreht und nie ausgestrahlt. Er war weitaus kürzer, hatte einen anderen Vorspann und anstelle von Alyson Hannigan spielte Riff Regan die Rolle der Willow Rosenberg. Die Handlung wurde in groben Zügen in der ersten Folge (Das Zentrum des Bösen, Originaltitel: Welcome to the Hellmouth) verwendet.
- Für The Big Bang Theory wurde 2006 ein erster Pilot produziert, aus dem nur die Charaktere Leonard und Sheldon übernommen wurden.[5]